# Rimmen Station
Rimmen Station er en tidligere jernbanestation og nu et trinbræt på Skagensbanen, beliggende lidt nord for landsbyen Nielstrup og 10 km nordvest for Frederikshavn.
Rimmen Station ligger på Skagensbanen mellem Skagen og Frederikshavn. Den åbnede i 1890, da Skagensbanen blev indviet. Den betjenes i dag af tog fra jernbaneselskabet Nordjyske Jernbaner, der kører hyppige lokaltog mellem Skagen og Frederikshavn.

## Trafik
Trinbrættet betjenes af Nordjyske Jernbaner, der foruden Skagensbanen driver Hirtshalsbanen, Vendsysselbanen og Aalborg Nærbane, så man kan fra Rimmen køre til Skagen eller uden togskift helt til Skørping via Frederikshavn, Hjørring og Aalborg.

## Historie
Den første station i Rimmen var et vogterhus med ventesal på Kvisselvej 21 i Nielstrup. Den blev taget i brug på banens åbningsdag 24. juli 1890. Bygningen er bevaret som privat bolig.
Da Skagensbanen i 1924 skulle omlægges fra smalspor til normalspor, blev den 13 km lange strækning Frederikshavn-Jerup forlagt østpå, så banen kunne betjene Strandby i stedet for Elling. Det bevirkede også at Rimmen Station flyttede næsten en kilometer nordpå til Skagensvej 339. Her blev opført en rigtig stationsbygning, tegnet af arkitekt Ulrik Plesner, som havde tegnet flere andre af banens stationsbygninger.
Stationen var lukket 1936-1944. Der var læssespor ud for stationsbygningen, men det blev taget op i 1957. Endvidere var der varehus og svinefold, men begge blev fjernet omkring 1960. Stationen blev nedrykket til trinbræt i slutningen af 1960’erne. Stationsbygningen blev solgt i 1978 som privat bolig, og i stedet blev der opsat en læskærm. I 2008 blev trinbrættet renoveret med ny perron og et nyt venteskur omtrent hvor varehuset havde ligget.